# Ольховка (Ульяновська область)
Ольховка (рос. Ольховка) — село в Сурському районі Ульяновської області Російської Федерації.
Населення становить 86 осіб. Входить до складу муніципального утворення Хмелевське сільське поселення.

## Історія
Від 2004 року входить до складу муніципального утворення Хмелевське сільське поселення.

## Населення
| 2010 |
| ---- |
| 86   |